# Vals (Italië)
Vals (Italiaans: Valles) is een plaats (frazione) in de Italiaanse gemeente Mühlbach.
Vals telt zo'n 600 inwoners. Dankzij zijn populariteit als toeristisch gebied en de aanwezigheid van skigebieden is er een groot aanbod van hotels te vinden.